# Ralf Sonn
Ralf Sonn (Alemania, 17 de enero de 1967) es una atleta alemán retirado especializado en la prueba de salto de altura, en la que consiguió ser medallista de bronce europeo en pista cubierta en 1992.

## Carrera deportiva
En el Campeonato Europeo de Atletismo en Pista Cubierta de 1992 ganó la medalla de bronce en el salto de altura, con un salto por encima de 2.29 metros, tras el sueco Patrik Sjöberg  (oro con 2.38 metros) y el rumano Sorin Matei.